# Flamencogitaar
Een flamencogitaar is afgeleid van de Spaanse gitaar. Ze wijkt niet sterk af maar heeft een iets kleinere en een wat minder diepe klankkast dan de klassieke gitaar. Dankzij deze bouwwijze kan een flamencogitaar de dynamische kracht en felheid van de flamenco overbrengen.
Achterkant en zijkant worden traditioneel uitgevoerd in Spaanse cipres (de hoogblonde kleur waaraan een flamencogitaar te herkennen is); de hals is van cederhout (cedrella) terwijl men voor de toets ebbenhout kiest. Het dunne bovenblad wordt vervaardigd uit hout van de spar of pijnboom. Behalve dit traditionele blanca-model wordt tegenwoordig ook de negra gebouwd, met houtsoorten zoals cocobolo en india palissander. Onder impuls van flamencogitarist Paco de Lucía kent de negra met zijn warmere klankkleur ook veel succes.
Op het bovenblad brengt men een uiterst lichte (vroeger formica, esdoorn of celluloid, tegenwoordig een soort plakplastic) slagplaat aan, de 'golpeador', waarop de gitarist als ritmische accenten de karakteristieke golpes kan kloppen (Spaans: golpear). De lage stand van de brugkam (dun stukje bot) brengt de snaren dichter bij de frets, waardoor de gitaar gemakkelijker te bespelen is. Om te voorkomen dat de snaren tijdens het temperamentvolle spel te veel tegen de frets rammelen, gebruikt men op de flamencogitaar vaak snaren met een hogere spanning. Tevens wordt voor flamencogitaren vaak een langere mensuur gebruikt, van 65,5; 66, of 66,4 cm. De standaard mensuur bij klassieke gitaren is 65 cm. De langere mensuur levert bij voorbaat al een hogere snaarspanning op, en zorgt voor een betere bespeelbaarheid in de hogere posities wanneer een cejilla (ook wel capodastro of gewoon capo) gebruikt wordt.
Traditioneel werd de flamencogitaar vooral voor ritmische begeleiding van zang en dans ingezet. Vooral Ramón Montoya aan het begin, en Niño Ricardo en Sabicas midden/tweede helft 20e eeuw hebben echter de mogelijkheden van de flamencogitaar als solo-instrument overtuigend aangetoond. Hun voorbeeld werd door velen nagevolgd en betekende een verrijking voor de techniek van de flamencogitaar en de flamencomuziek in het algemeen. Tot de bekendste flamencogitaristen behoren onder meer Sabicas, Paco de Lucía, Tomatito, Vicente Amigo en Paco Peña.